# كرة الرعد (فلم)

الفيلم بطولة الممثل شون كونري الذي يقوم بدور العميل جيمس بوند أو العميل 007
تدور قصة الفيلم عن اختطاف طائرة تحمل رؤوس نووية في منطقة من المحيط الهادي، ويقوم جيمس بوند بالتحقيق في اختفاء هذه الطائرة ليتضح فيما بعد أن منظمة الطيف الشريرة هي وراء الاختطاف.

## وصلات خارجية
- مقالات تستعمل روابط فنية بلا صلة مع ويكي بيانات